# Губина, Евгения Александровна
Евгения Александровна Губина (род. 7 июля 1939 года) — ткачиха Ташкентского текстильного комбината Министерства лёгкой промышленности Узбекской ССР. Герой Социалистического Труда (10.03.1976).

## Биография
Родилась 7 июля 1939 года в Ташкентской области Узбекской ССР (ныне — Узбекистан). Русская. Окончила среднюю школу.
После школы поступила работать на Ташкентский текстильный комбинат ученицей. Благодаря своему энергичному, решительному характеру и с помощью более опытных ткачих быстро освоила ткацкое дело и вскоре перешла на самостоятельную работу ткачихой.
Она не просто освоила, а стала одним из передовиков производства, демонстрируя высочайшие показатели как по качеству тканей, так и по метражу выпускаемых за смену материалов.
За достигнутые высокие показатели в работе Евгения Александровна неоднократно удостаивалась наград различного уровня. Так, в 1971 году она была награждена орденом Трудового Красного Знамени. В 1981 году ей был вручен орден Ленина.
Указом Президиума Верховного Совета СССР от 23 мая 1986 года за досрочное выполнение заданий одиннадцатой пятилетки и социалистических обязательств, большой личный вклад в увеличение выпуска и улучшения качества товаров народного потребления и проявленную трудовую доблесть Губиной Евгении Александровне присвоено звание Героя Социалистического Труда с вручением ордена Ленина и золотой медали «Серп и Молот».
Вела активную общественную работу. В 1966 году она была избрана делегатом XV съезда ВЛКСМ. В 1972 году стала участницей Всемирного конгресса миролюбивых сил. В 1986 году в качестве делегата участвовала в работе XXVII съезда КПСС.
Начало 90-х годов вошло в историю страны целым рядом драматических событий, связанных с развалом Советского Союза. Начали возникать распри между народами, населяющими советские республики. Тогда миллионы людей вынуждены были стать беженцами, спасая свои жизни и уезжая из родных мест в Россию. Так в 1994 году Е. А. Губина оказалась в Шаблыкинском районе Орловской области.
Живет в Шаблыкинском районе Орловской области. Продолжает активно участвовать в общественной жизни.

## Награды
- Медаль «Серп и Молот» (23.05.1986);
- Орден Ленина (20.02.1974).
- Орден Ленина (23.05.1986)
- Орден Трудового Красного Знамени (05.04.1971)
- Медаль «За трудовую доблесть»
- Медаль «В ознаменование 100-летия со дня рождения Владимира Ильича Ленина» (6 апреля 1970)
- Медаль «Ветеран труда»
- медали ВДНХ СССР
- Победитель Всесоюзного соревнования коноплеводов
- Награждена юбилейным знаком «70 лет Орловской области»
- Отмечена грамотами и дипломами.